# مديرية المعلا

تعديل مصدري - تعديل

المعلا هي مدينة ومديرية تقع في محافظة عدن في اليمن. بلغ عدد سكانها 49891 نسمة عام 2004.

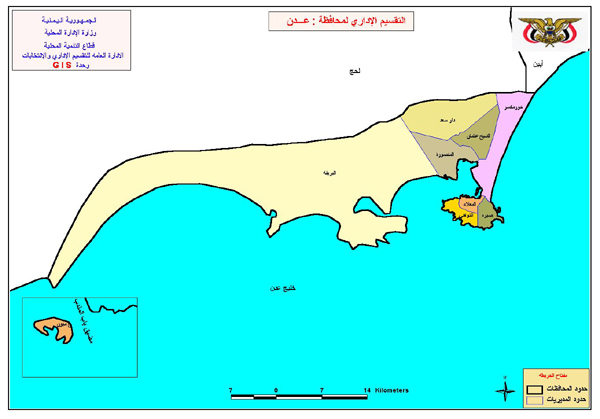
موقع المديرية في محافظة عدن

## التقسيم الإداري

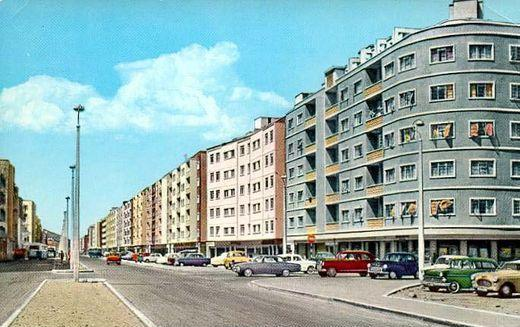
شارع المعلا الرئيسي عام 1966.

الأحياء التابعة للمديرية:
| حي                       | عدد المساكن | عدد الأسر | الذكور | الأناث | الإجمالي |
| ------------------------ | ----------- | --------- | ------ | ------ | -------- |
| حي صالح عبد الواسع (عدن) | 598         | 555       | 1744   | 1611   | 3355     |
| حي مدرم (عدن)            | 1967        | 1819      | 5632   | 5162   | 10794    |
| حي ناصر (عدن)            | 956         | 857       | 2952   | 2742   | 5694     |
| حي ردفان (عدن)           | 2189        | 2180      | 6187   | 6053   | 12240    |
| حي الطبقة العاملة (عدن)  | 2785        | 2688      | 8349   | 7846   | 16195    |
| جزيرة اللخم (كولفتين)    | 19          | 21        | 68     | 60     | 128      |
| جزيرة كيس الجمال         | 0           | 0         | 0      | 0      | 0        |
| جزيرة مرزوق كبير         | 0           | 0         | 0      | 0      | 0        |
| جزيرة عليه (العالية)     | 0           | 0         | 0      | 0      | 0        |
| جزيرة النهدين            | 0           | 0         | 0      | 0      | 0        |
| جزيرة المحجر الصحي       | 0           | 0         | 0      | 0      | 0        |
| جزيرة الفحم              | 0           | 0         | 0      | 0      | 0        |
| الإجمالي                 | 8514        | 8120      | 24932  | 23474  | 48406    |

## الموقع
تمتد المعلا بمحاذاة البحر باتجاه غربي - شرقي، من دكة الكباش مرورا بجبل حديد (باب السلب) بالنسبة للقادم من خورمكسر، ومن باب عدن (عقبة عدن) بالنسبة للقادم من كريتر، وفي كلا الحالتين تنتهي حدود المعلا في جبل حجيف غربا، وتمتد المعلا من البحر شمالا نحو مدينة القلوعة (الروضة) والشيخ إسحاق والمعلا كشة (ردفان) على راحة جبل شمسان.

## التقسيم
وتقسم المعلا إلى عدة مناطق هي: دكة الكباش (الفرضة) - الرئيسي (مدرم) - الكبسة - حجيف -حافون - القلوعة (الروضة) - الشيخ إسحاق - كاسترو - المعلا كشة (ردفان)، ومن أهم شوارعها الرئيسية: الرئيسي (مدرم) - الدكة - الخلفي (الصعيدي) - السواعي - شارع شعبان(سوق المعلا)، وشيد طريق جديد في أواخر الثمانينات عرف بالطريق الدائري.

## التسمية
اختلف عدد من المؤرخين حول أصل تسمية (المعلا) بهذا الاسم، فمنهم من اعتقد أن تسميتها من كلمة (العلا)، وتعني المكان العالي، وذكر البعض الآخر أن اسمها كان (المحلة) أو (المحل) ثم حرَّفها الهنود إلى (المعلا).

## التاريخ

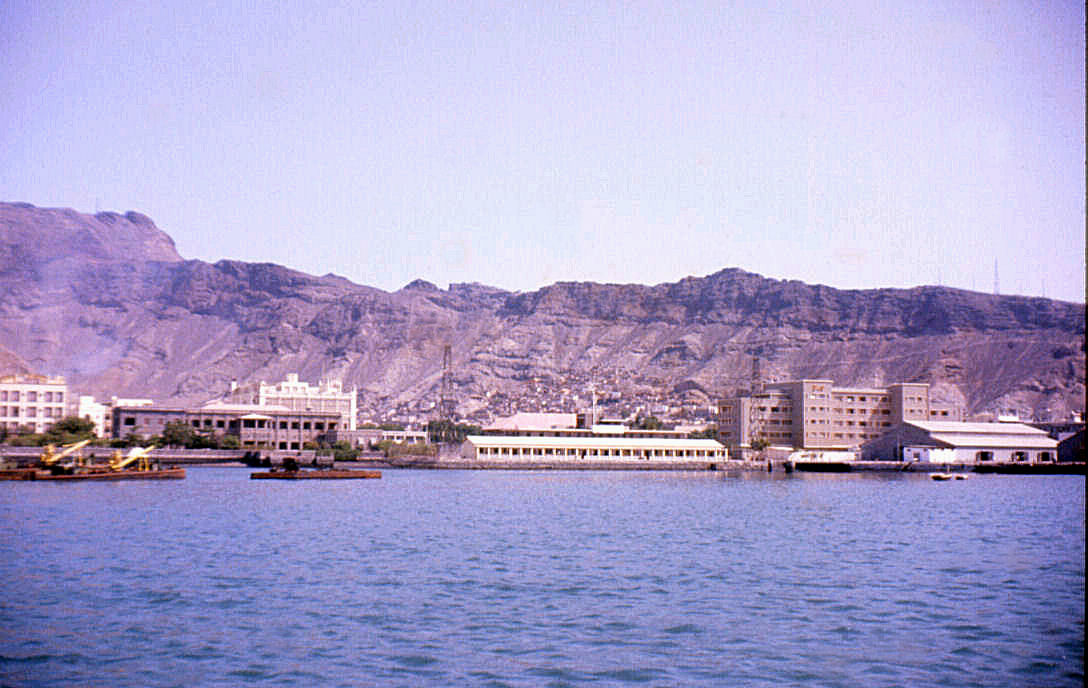
ميناء المعلا 1960.

ارتبطت المعلا تاريخياً ببناء المراكب الشراعية. وفي وقت لاحق من القرن التاسع عشر نمت المعلا لتكون ميناء للسفن الشراعية (داو) والسفن البخارية الصغيرة وتم بناء عدد من مخازن البضائع على طول الأرصفة.
كان الميناء الرئيسي لمدينة عدن يقع في صيرة على الخليج الامامي لكريتر ولكنه لم يكن محمي من الرياح الموسمية ولهذا السبب قام الإنجليز بجعل ميناء المعلا الميناء الرئيسي لمستعمرة عدن في 1864.
وفي أوائل الخمسينات من القرن العشرين تغير وجه المدينة تماما من قبل الاستعمار البريطاني. حيث تم ردم مساحة من البحر وتم شق أطول شارع في عدن وبني على ضفتيه مباني حديثة لاستيعاب عائلات الجنود البريطانيين. وسمي بالشارع الرئيسي (Main Road) وطوله قرابة (كيلومترين)، ويفوق عدد بناياته الـ (100)، ويعتبر أحد المعالم العصرية ببناياته المكونة من عدة أدوار (لاتقل عن ثلاثة ولاتزيد عن سبعة أدوار)، وشيد بشكل هندسي متراص شبيه بأبنية المدن والعواصم الأوروبية، وصُمِمَ بدقة وتناسق عمراني، ونُفِذ بإشراف مهندسين بريطانيين. يسمى الشارع اليوم (الشهيد مدرم) أو الشارع الرئيسي.